# 平塚八幡宮

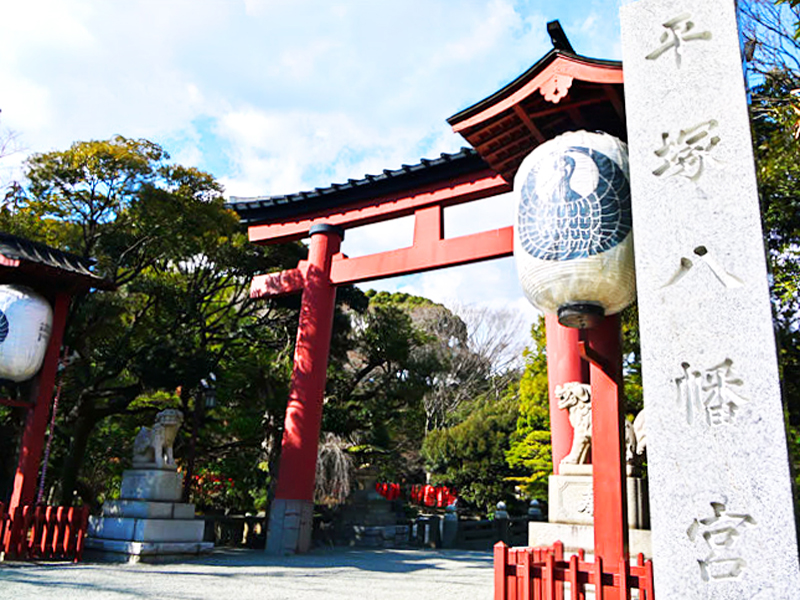
大提灯と大鳥居

平塚八幡宮（ひらつかはちまんぐう）は、神奈川県平塚市浅間町（せんげんちょう）にある神社。旧社格は県社で、現在は神社本庁の別表神社。
古くは「鶴峯山八幡宮」（つるみねさんはちまんぐう）と称されたほか、「一国一社の八幡宮」「鎮地大神」と称えられている。毎年5月5日に大磯町国府本郷の神揃山（かみそろいやま）で行われる旧相模国の伝統的な祭事、国府祭（こうのまち）に参加する相模五社の一つ（五宮格）であるが、同国における延喜式内社ではない。

## 祭神
現在の祭神は次の3柱。
- 応神天皇（おうじんてんのう）
- 神功皇后（じんぐうこうごう）
- 武内宿禰命（たけうちのすくねのみこと）

## 歴史
社伝によると仁徳天皇68年（380年）、この地方を襲った大地震に際し、仁徳天皇の勅願により応神天皇を祭神として創建されたものである。天平勝宝年間の古記では、顕宗天皇が膳部料を献じ、仁賢天皇が四千余町の神領を寄進したとしている。また、推古天皇時代（592年 - 628年）にも大地震があり、推古天皇は「鎮地大神」の親筆を捧げて国家安穏を祈願すると共に社殿を造営した。さらに天武天皇がこの地の税の3分の2を寄進、文武天皇が宝剣「天晴彦（あめのはるひこ）」を奉納したと言う。
寛永14年（1637年）に書かれた『相模国大中郡鶴峯山八幡宮之記』によれば、当社は石清水八幡宮より130年以上前の神亀年間（724年 - 729年）に宇佐神宮から勧請を受け、これにより当地が八幡庄と呼ばれるようになったのだと言う。さらに聖武天皇より相模国における一国一社の霊場とされた。『新編相模国風土記稿 巻之48』では、神亀年間に聖武天皇が諸国一宮へ法華経を納めた際、当社へも納めたのだとする社伝を紹介している。
『吾妻鏡』建久3年（1192年）8月9日の条に源頼朝が北条政子の安産を祈願した神社として「八幡宮」の名が見え、この時に神馬が奉納されている。『新編相模国風土記稿 巻之48』では、当社は古より相模国第五格とされていたが八幡宮とのみ称して自身を五宮とは唱えていなかったと注記したうえで、『吾妻鏡』建久3年8月9日の条では単に「八幡宮」としか記載が無いが「四宮前取大明神」の次順にあることから考えて、これは当社のことであると述べている。
『相模国大中郡鶴峯山八幡宮之記』によれば、武田信玄が北条氏康を攻めた際、当社は陣所とされて戦火に遭い、社殿や旧記・古縁起を焼失した。
天正19年（1591年）徳川家康が御朱印地50石を寄進した。また、慶長年間（1596年 - 1615年）には徳川家康が自ら参拝し、同年間の末頃に伊奈備前守忠次へ命じて戦火で荒廃していた社殿を再建させている。さらに正保3年（1646年）江戸幕府は社殿営繕料として山林2ヶ所を寄進した。明和2年（1765年）平塚宿の僧侶本誉還真（ほんよかんしん）が18年間集めた浄財で青銅の鳥居を奉献した。『新編相模国風土記稿 巻之48』では、東海道の北側に「鶴峯山」の扁額が掛けられた青銅鳥居があったと江戸時代後期の社頭景観を伝えている。
明治に入り近代社格制度が制定されると当社は県社に列せられ、明治6年（1873年）官からの達示により社名を八幡神社と改称している。明治27年（1894年）、明治天皇の皇女常宮昌子内親王、周宮房子内親王が参拝し社殿の前に松を御手植、神池に緋鯉を放生した。
第2次世界大戦の終戦後に近代社格制度は廃止されたが、昭和28年（1953年）当社は神社本庁が包括する別表神社となっている。昭和53年（1978年）8月に現在の社名である旧称の平塚八幡宮へ改称した。

## 境内

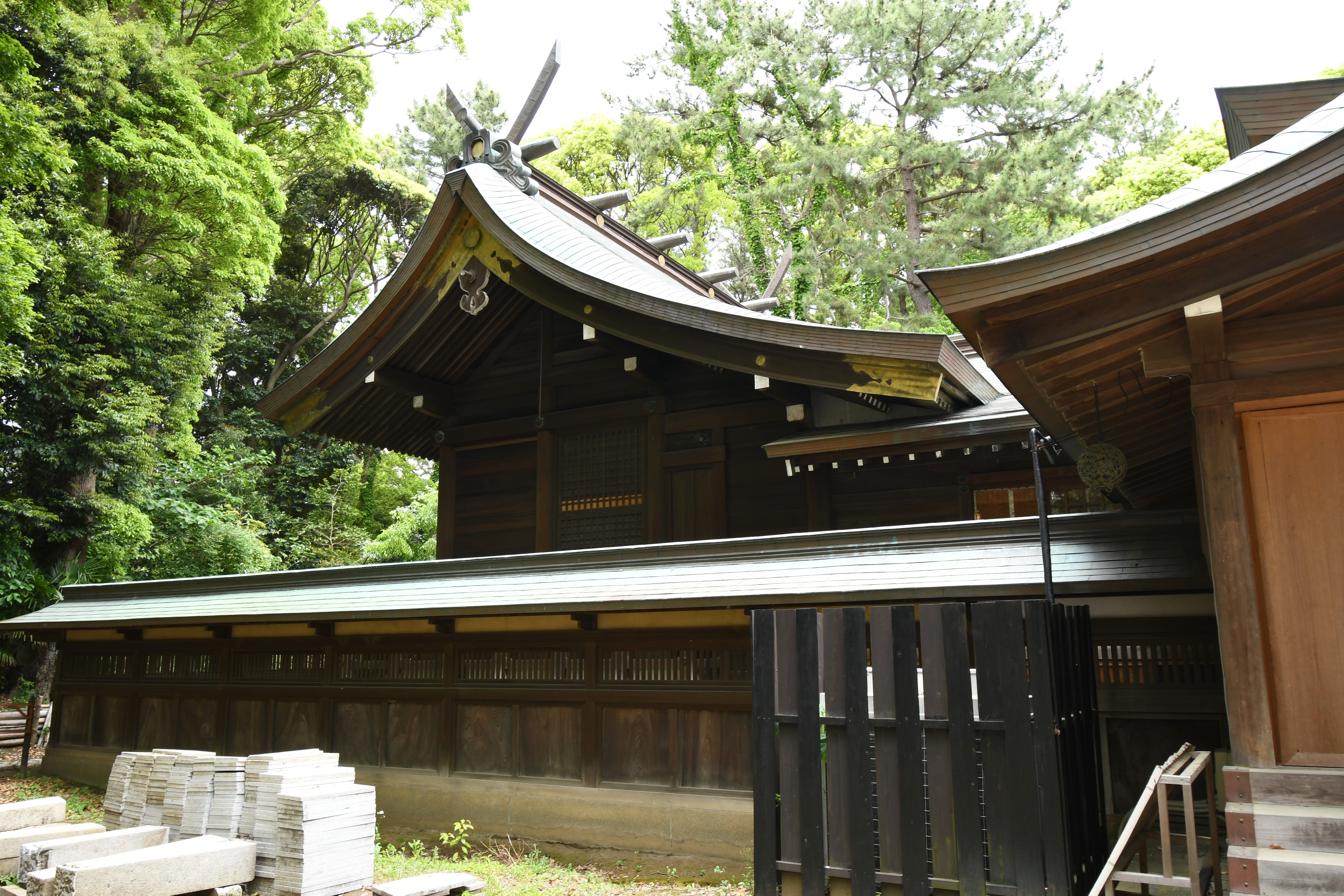
本殿
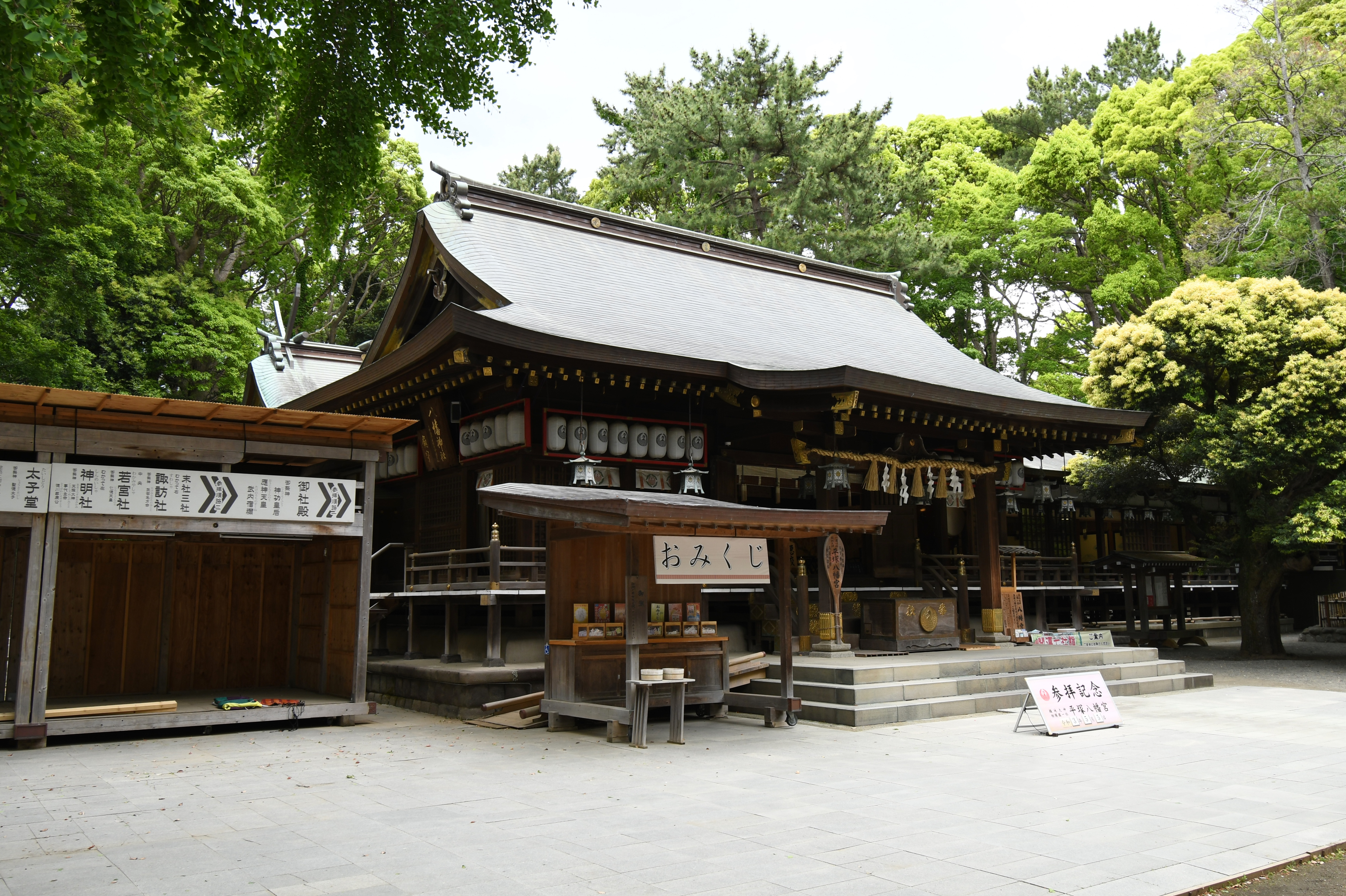
拝殿
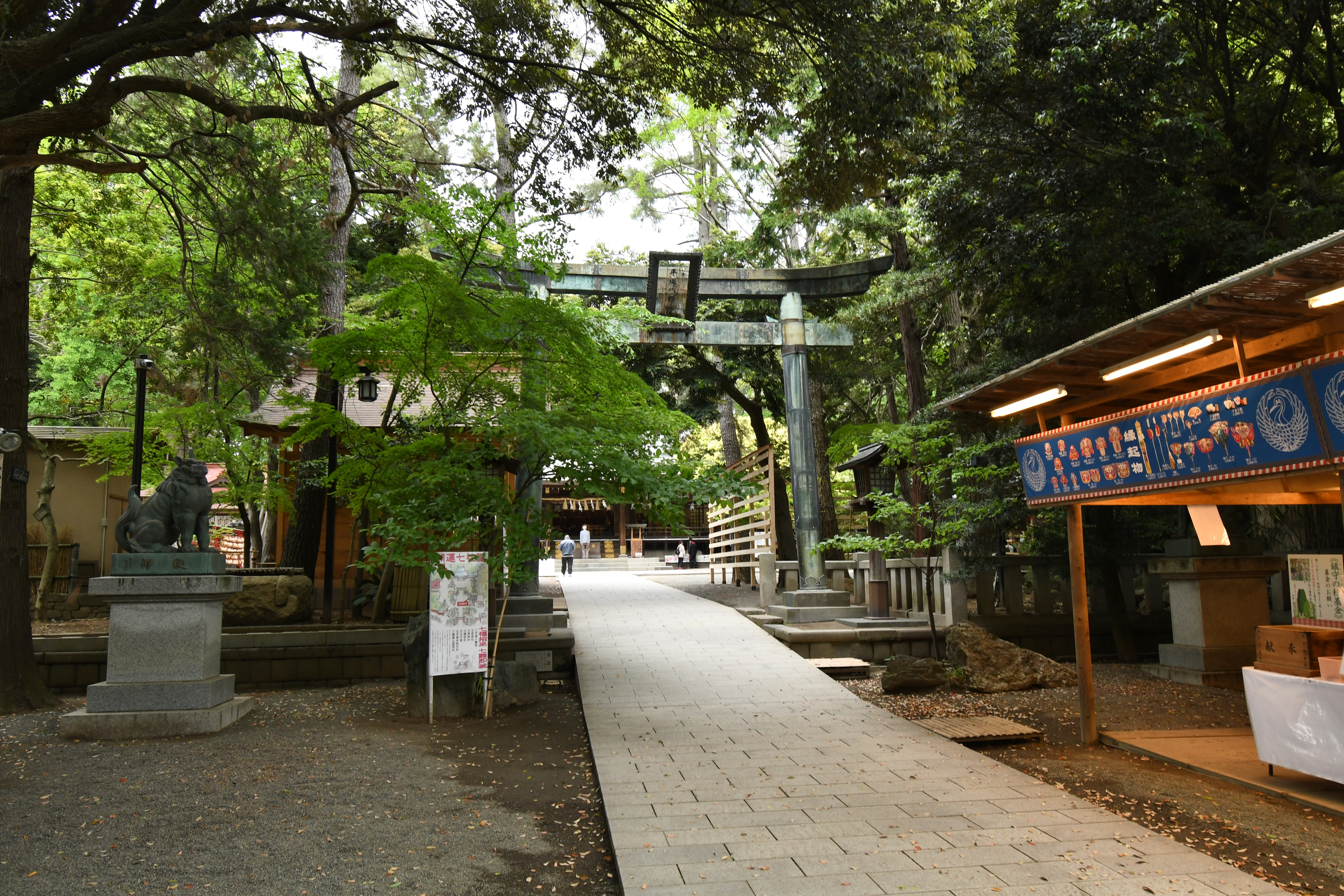
境内鳥居

## 摂末社
境内にはいくつかの末社があるが、西の池に鎮座する平塚弁財天は、「湘南ひらつか七福神めぐり」のひとつとされている。
- 神明社 - 祭神：天照大御神、事代主神、徳川家康公
- 若宮社 - 祭神：仁徳天皇
- 諏訪社 - 祭神：建御名方神
- 鶴峯山稲荷社 - 祭神：宇迦之御魂大神
平成28年（2016年）10月に、平塚市八幡地区の八坂神社境内の川余稲荷より分霊し勧請した。社名の「鶴峯山」は平塚八幡宮の古称。
- 平塚弁財天社 - 祭神：市杵嶋姫命
平成23年（2011年）3月に、平塚市岡崎地区の駒形神社境内の弁財天社より分霊し勧請。「湘南ひらつか七福神」の弁財天とされる。
- 太子堂 - 祭神：聖徳太子
- 浅間社 - 祭神：木花開耶姫命
崇善小学校近くの浅間山から遷祀。地区名「浅間町」の由来とされる。なお、今の社は、嘉永元年（1848年）8月に再建されたものである。
- 道祖神

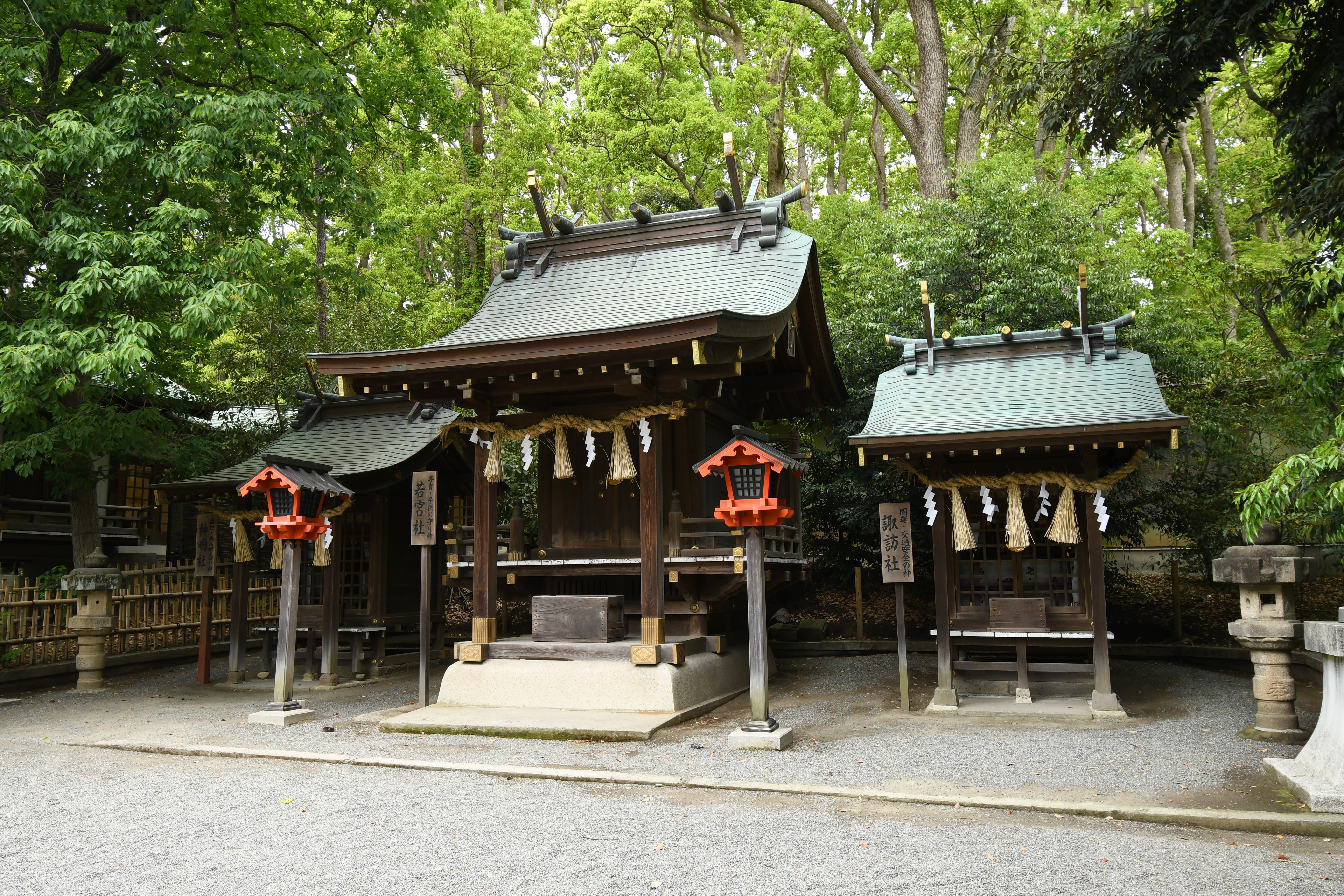
（左から）神明社・若宮社・諏訪社
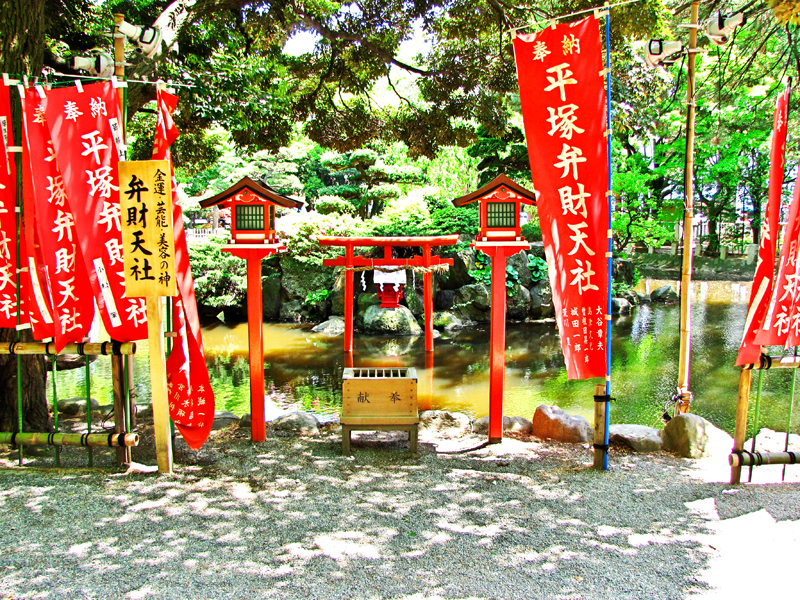
平塚弁財天社

## 年間祭事
8月15日に行われる例大祭（例祭）では、早朝に扇の松（おおぎのまつ）海岸（平塚海岸扇の松下）にて大神輿が砂浜を練り海に入る浜降祭（はまおりさい）が行われ、その後に浜祭典（はまさいてん）が行われている。
|     |        |  |  |                   |  |      |          |  |  |                       |
| 1月 | 1日    |  |  | 歳旦祭            |  | 8月  |          |  |  |                       |
| 1月 | 14日   |  |  | 成人式 左義長神事 |  | 8月  | 14日     |  |  | 宵宮祭                |
| 1月 | 22日   |  |  | 太子堂正月祭      |  | 8月  | 15日     |  |  | 例大祭 浜降祭・神幸祭 |
| 2月 | 3日    |  |  | 節分祭            |  | 8月  | 16日     |  |  | 若宮社例祭 歩射神事   |
| 2月 | 11日   |  |  | 紀元祭            |  | 9月  | 14〜16日 |  |  | ぼんぼり祭            |
| 2月 | 17日   |  |  | 祈年祭            |  | 9月  | 14日     |  |  | 献灯祭                |
| 5月 | 3日    |  |  | 子供まつり        |  | 9月  | 15日     |  |  | 鎮地祭                |
| 5月 | 5日    |  |  | 国府祭            |  | 9月  | 16日     |  |  | 長寿祭                |
| 5月 | 22日   |  |  | 太子堂五月祭      |  | 10月 | 1日      |  |  | 末社 諏訪社例祭       |
| 5月 | 25日   |  |  | 崇敬会大祭        |  | 10月 | 17日     |  |  | 神宮祭 神明社例祭     |
| 6月 | 25日   |  |  | 大祓式            |  | 11月 | 23日     |  |  | 新嘗祭                |
| 7月 | 5〜7日 |  |  | 七夕まつり        |  | 12月 | 23日     |  |  | 天長祭                |
|     |        |  |  |                   |  | 12月 | 25日     |  |  | 大祓祭・鎮火祭 歳の市 |
|     |        |  |  |                   |  | 12月 | 31日     |  |  | 除夜祭                |

＊毎月1日及び15日に行われる「月首祭（月次祭）」は、誰でも参列可能である。

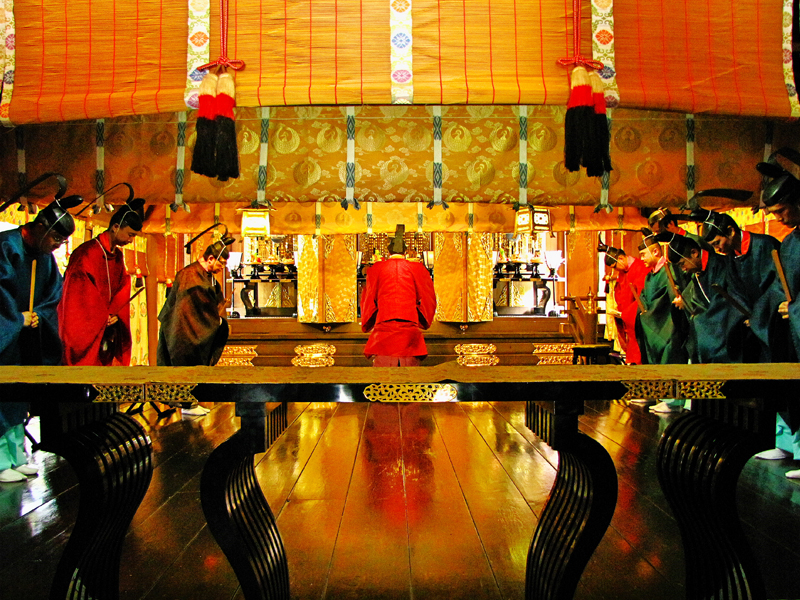
例大祭
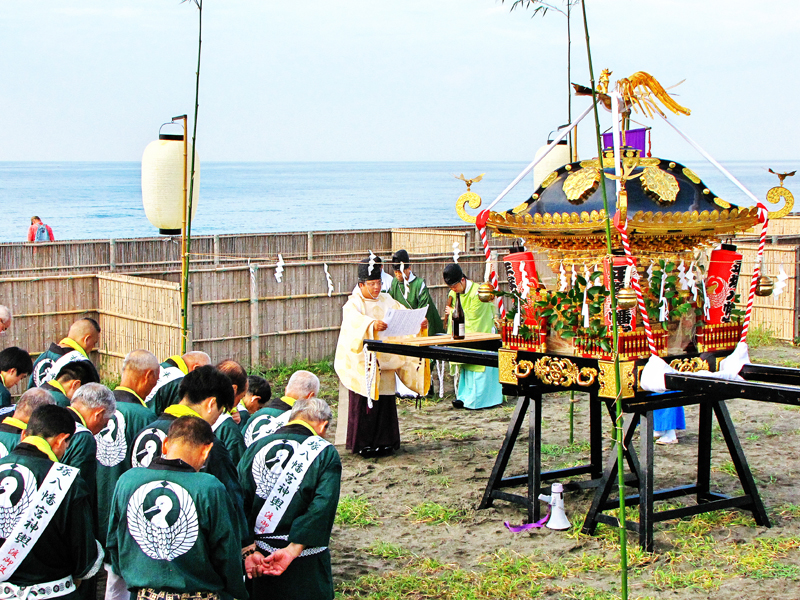
浜祭典
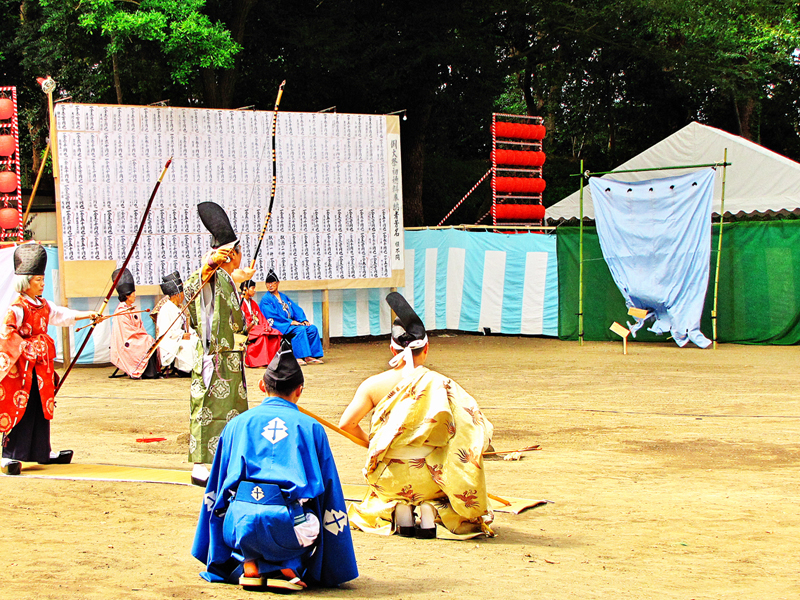
歩射神事
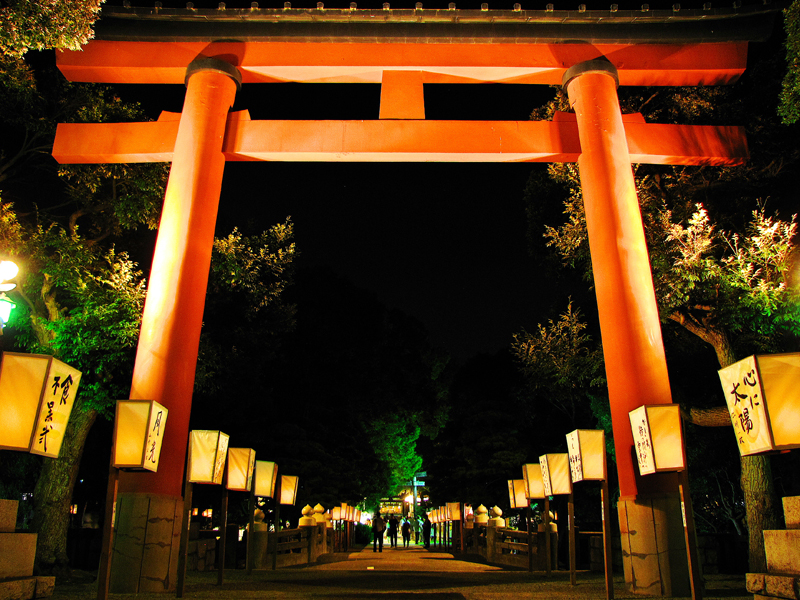
ぼんぼりまつり

## アクセス
- JR東日本東海道本線平塚駅から徒歩8分
- 東名高速道路厚木インターチェンジから車で約20分